# 𦬬萊宅
𦬬萊宅，是臺灣臺南市楠西區的一個傳統地域名稱，位於該區西部。相較於今日行政區，其範圍大致與照興里相近。
本地區境內主要聚落為𦬬萊宅、頂湖、山仔頂。

## 歷史
台灣日治初期，𦬬萊宅地區為一街庄，稱為「𦬬萊宅庄」（舊制街庄），隸屬於善化里西堡。該庄昔日西北與鳴頭庄、南勢坑庄、大邱園庄為鄰，東北邊西段與下南勢庄為鄰，東北邊東段及東南邊北段隔曾文溪與密枝庄為界，東南邊南段隔曾文溪與茄拔庄為界，西南邊為口宵里庄。
1901年（日治明治三十四年）11月11日，全台廢縣廳改設二十廳，該庄隸屬於鹽水港廳。1904年（明治三十七年）4月1日，該庄編入「口宵里區」，隸屬於鹽水港廳。1906年（明治三十九年）4月1日，鹽水港廳內管轄區域調整，該庄改隸屬於「內庄區」。1909年（明治四十二年）10月25日，全台合併二十廳為十二廳，內庄區改隸屬於臺南廳。1913年（大正二年）11月4日，善化里東堡、善化里西堡、新化東里轄區調整，該庄改隸屬於善化里東堡。1920年（大正九年）10月1日，全台地方制度大改正，廢十二廳改設五州二廳，該庄改制為「𦬬萊宅」大字，隸屬於臺南州新化郡楠西庄（新制街庄）。
戰後楠西庄改制為楠西鄉，隸屬於臺南縣，大字亦改制為村。1950年（民國39年）10月25日，雲、嘉、南分治，楠西鄉仍隸屬於臺南縣。2010年（民國99年）12月25日，臺南縣、市合併為直轄臺南市，楠西鄉改制為楠西區，村亦改制為里。

## 聚落
本地區發展較早的聚落為𦬬萊宅、頂湖、山仔頂，在日治期初期的官方地圖上已有記載。

## 交通
市道175號是關子嶺至楠西的道路，經過本地區𦬬萊宅聚落。由該道路北行（大方向）可前往六甲區東部、東山區東部、白河區東部，並止於關子嶺地區的市道172號路口；南行可前往楠西市區，市區北郊的省道台3線路口。
區道南183線是照興至玉井的道路，其北側端點（起點）位於本地區中部偏南市道175號路口，由此向南南西會經過山仔頂聚落。